# 임익근
임익근(1954년 11월 26일 ~ )은 대한민국의 정치인이다. 제20대 도봉구청장을 역임했다.

## 역대 선거 결과
|  | 12.67% |

|  | 37.89% |

|  | 49.96% |